# Sangala caelisigna
Sangala caelisigna är en fjärilsart som beskrevs av Walker 1854. Sangala caelisigna ingår i släktet Sangala och familjen mätare. Inga underarter finns listade.